# Suprafix
Een suprafix is een infix waarmee in een morfeem een verandering op suprasegmenteel (prosodisch) niveau wordt teweeggebracht, bijvoorbeeld een andere intonatie of klemtoon. De verandering is dus niet zoals bij andere affixen op fonematisch niveau.  
In sommige talen worden met behulp van suprafixen verschillende vormen van een lexeem die voor de rest identiek zijn in de verbuiging of vervoeging onderscheiden. In het Engels worden met behulp van suprafixen onder andere substantiveringen gevormd: Insúlt "beledigen" → Ínsult "belediging",
Ook in toontalen spelen suprafixen een zeer belangrijke rol. Het volgende voorbeeld uit het Mandarijn toont de betekenisonderscheidende werking van het suprafix: 
- 好 hǎo ("goed zijn") : lage toon
- 好 hào ("goed vinden"): toon is niet laag maar dalend

Suprafixen komen zo ook voor in het Limburgs bij de meervoudsvorming van enkele zelfstandige naamwoorden, zoals:
- daa~g (sleeptoon) "dag" naast daa\g (stoottoon) "dagen" (Bakkes p. 94)
- knie~n (sleeptoon) "konijn" naast knie\n (stoottoon) "konijnen" (Bakkes p. 196)

## Bron
- Bakkes, Pierre. "Mofers Waordebook." Montfort: Stichting Mofers Waordebook (2007).